# Rudolf Zenker

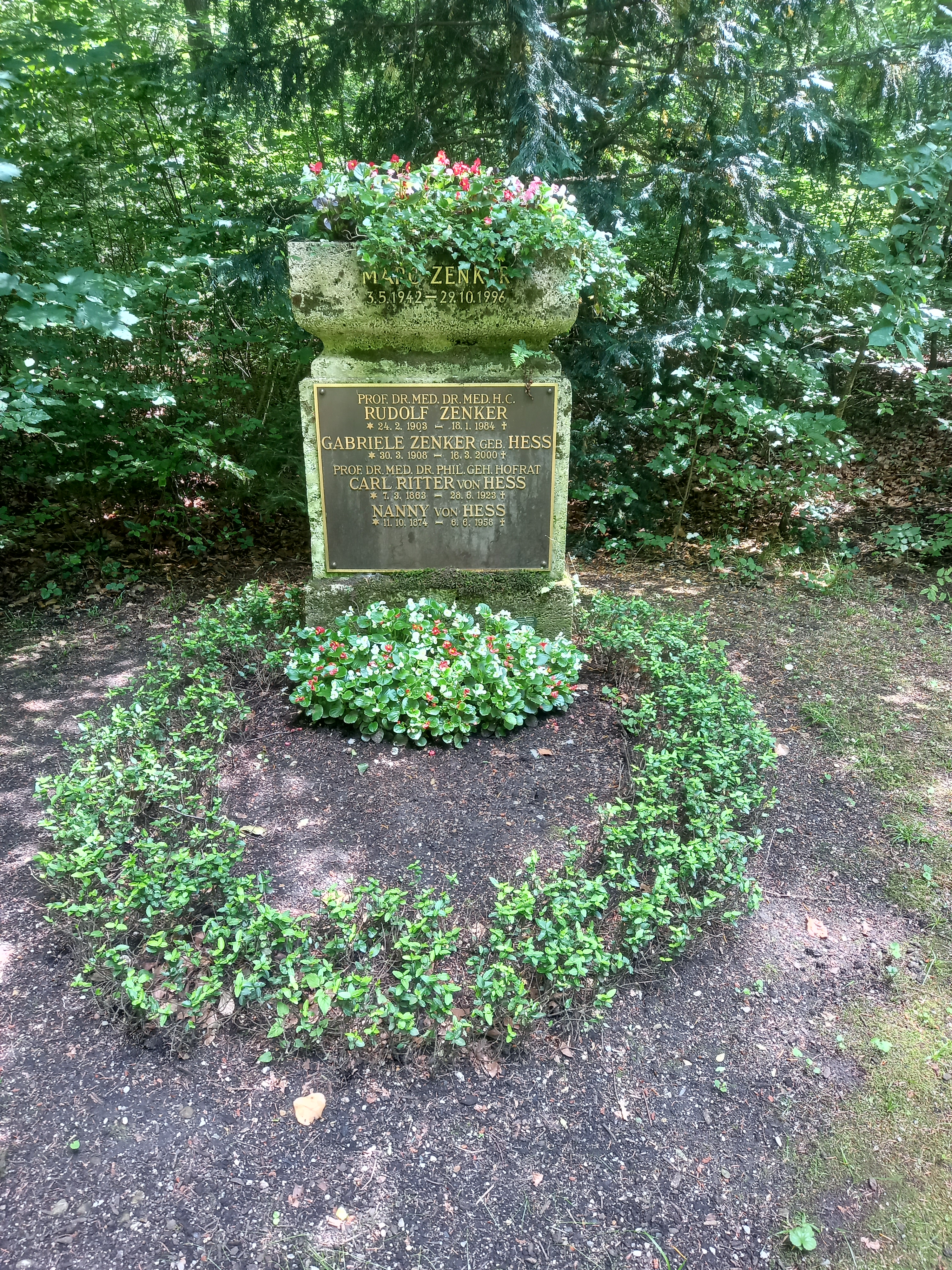
Das Grab von Rudolf Zenker und seiner Ehefrau Gabriele geborene Hess auf dem Waldfriedhof München

Rudolf Zenker (* 24. Februar 1903 in München; † 18. Januar 1984 ebenda) war ein deutscher Chirurg und Hochschullehrer. Er führte in Deutschland die erste Herztransplantation durch.

## Leben
Als Sohn des Münchner Augenarztes Heinrich Zenker studierte Zenker Medizin an der Ludwig-Maximilians-Universität München und der Universität Zürich. Er war Schüler von Ferdinand Sauerbruch und Martin Kirschner. 
In der Zeit des Nationalsozialismus wurde er 1934 Mitglied der SA und 1937 Mitglied der NSDAP. Ebenso trat er dem NS-Ärztebund, dem NS-Lehrerbund, dem NS-Dozentenbund und dem NS-Fliegerkorps bei.  1938 habilitierte er sich bei Kirschner an der Eberhard-Karls-Universität Tübingen. 1943 wurde er apl. Professor in Heidelberg und chirurgischer Chefarzt in den Städtischen Krankenanstalten Mannheim. Zu dieser Zeit entstand seine Neubearbeitung von Martin Kirschners Werk Die Eingriffe in der Bauchhöhle.
1951 berief ihn die Philipps-Universität Marburg als Ordinarius für Chirurgie und Direktor der Chirurgischen Klinik und Poliklinik. Dort führte er am 19. Februar 1958 die erste erfolgreiche Operation am offenen Herzen in Deutschland unter Verwendung einer Herz-Lungen-Maschine durch. Im selben Jahr wechselte er in seine Heimatstadt München als Nachfolger von Emil Karl Frey auf den Lehrstuhl der LMU. Bis zu seiner Emeritierung im Jahre 1973 war er Direktor der Chirurgischen Universitätsklinik. Für die Operationen am offenen Herzen bereitete Zenker ein Mitarbeiterteam vor. Unter Zenkers Leitung wurde in Zusammenarbeit mit Werner Klinner in München am 13. Februar 1969 die erste Herztransplantation Deutschlands an einem 36-jährigen Patienten durchgeführt, wobei dieser nicht aufgrund mangelnder Biokompatibilität, sondern infolge einer Vorschädigung des Spenderherzens nur 27 Stunden überlebte. 

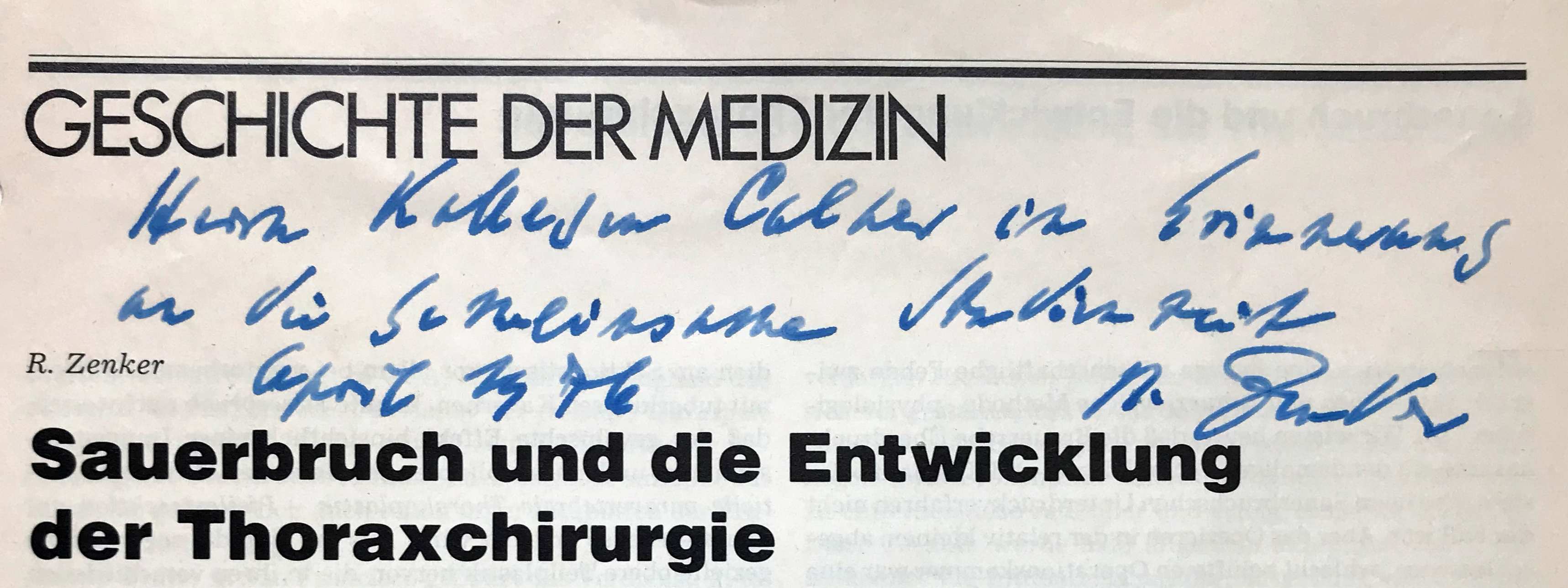
Handschriftliche Nachricht von Rudolf Zenker auf einem selbst verfassten medizinischen Fachartikel

Im Gegensatz zu seinen Vorgängern legte Zenker besonderen Wert auf die Förderung der Spezialisierung der Chirurgie. So wurden in seiner Ära in München die Herz- und Thoraxchirurgie, Urologie (unter Leitung von Egbert Schmiedt), Anästhesiologie und Experimentelle Chirurgie zu eigenständigen Lehrstühlen erhoben. Er suchte nach Lösungen von immunologischen Problemen der Transplantationschirurgie. 1973 wurde er Herausgeber der Fachzeitschrift Chirurgie der Gegenwart.

## Mitgliedschaften
- Sturmabteilung (1934)
- Nationalsozialistische Deutsche Arbeiterpartei (1937)
- Nationalsozialistischer Deutscher Ärztebund
- Nationalsozialistischer Lehrerbund
- Nationalsozialistischer Deutscher Dozentenbund
- Nationalsozialistisches Fliegerkorps

## Ehrungen
- Mitglied der Deutschen Akademie der Naturforscher Leopoldina (1958)
- Präsident der Deutschen Gesellschaft für Chirurgie
- Großes Bundesverdienstkreuz (1973)
- Bayerischer Verdienstorden (1962)
- Rudolf-Zenker-Straße in München
- Paracelsus-Medaille (1980)